# Zoja Kosmodem'janskaja
Zoja Anatol'evna Kosmodem'janskaja (in russo Зо́я Анато́льевна Космодемья́нская?; Osino-Gaj, 13 settembre 1923 – Petriščevo, 29 novembre 1941) è stata una partigiana e militare sovietica, membro del reparto sabotatori-esploratori del comando del Fronte Occidentale dell'Armata Rossa.
Fu la prima donna a essere insignita del titolo di Eroe dell'Unione Sovietica (alla memoria) durante la Seconda guerra mondiale. Divenne un simbolo dell'eroismo sovietico nella Grande guerra patriottica. Sulla sua figura si è sviluppata un'ampia pubblicistica, ed è stata protagonista di opere letterarie, cinematografiche, pittoriche; a lei sono inoltre stati dedicati monumenti ed esposizioni museali.

## Famiglia
Zoja Kosmodem'janskaja nacque in una famiglia di religiosi del villaggio di Osino-Gai, nell'Oblast' di Tambov. Il nonno, sacerdote, fu imprigionato e ucciso dai bolscevichi nel 1918. Il padre, Anatolij Kosmodem'janskij, studiò in seminario, ma non lo terminò e sposò un'insegnante del posto, Ljubov' Čurikova.
Nel 1929 la famiglia si trasferì in Siberia. Secondo alcune fonti, vi fu deportata per la contrarietà di Anatolij alla collettivizzazione, ma la stessa Ljubov', in un'intervista di molti anni dopo, sostiene che fuggirono in Siberia per il timore di ritorsioni. Durante l'anno vissero nel villaggio di Šitkino, ma successivamente riuscirono a fare ritorno a Mosca, forse grazie all'intervento della sorella di Ljubov', che lavorava al Narkompros. La stessa Ljubov', nel libro Racconto di Zoja e Šura (in russo Повесть о Зое и Шуре?), scrive che il ritorno a Mosca avvenne dopo una lettera della sorella Ol'ga.
Il padre di Zoja morì nel 1933 in seguito a un'operazione all'intestino. Il fratello Aleksandr, comandante di una batteria di artiglieria semovente e tenente anziano della Guardia, morì nell'attacco a Vierbrüderkrug, nella Prussia Orientale, e fu a sua volta insignito del titolo di Eroe dell'Unione Sovietica.

## Adolescenza
A scuola Zoja aveva un buon rendimento, specialmente in storia e letteratura, e voleva iscriversi all'Istituto di Letteratura. Tuttavia ebbe rapporti non sempre ottimi con i compagni, e forse per questo nel 1939 iniziò a manifestare disturbi nervosi. Nel 1940 soffrì di una grave forma di meningite che la costrinse a un periodo di riabilitazione presso l'istituto per malattie nervose di Sokol'niki, dove Zoja fece amicizia con lo scrittore Arkadij Gajdar, anch'egli ricoverato lì. In quell'anno Zoja riuscì a completare la nona classe alla scuola n° 201, nonostante il gran numero di assenze causate dalla malattia.

## Missioni militari
Il 31 ottobre 1941 Zoja, con altri duemila volontari del Komsomol, si presentò nel punto di raccolta presso il cinema Kolizeum e da lì fu destinata alla scuola per sabotatori, per diventare membro del reparto esploratori-sabotatori, ufficialmente denominato Reparto partigiano 9903 del comando del Fronte Occidentale. Dopo un breve addestramento, Zoja entrò a far parte di un raggruppamento che il 4 novembre fu inviato nel Volokolamskij rajon, dove portò a termine con successo la missione di minare alcune strade.
Il 17 novembre giunse da Stalin l'Ordine del Comandante in Capo n°428, che stabiliva di «distruggere ed incendiare tutti gli insediamenti abitati nelle retrovie dell'esercito tedesco nel raggio di 40-60 km dal villaggio successivo e di 20-30 km a destra e sinistra delle strade». In seguito a quest'ordine, il 18 novembre (secondo alcune fonti il 20) i comandanti dei raggruppamenti di sabotatori Provorov (del cui raggruppamento faceva parte Zoja) e Krajnov ricevettero l'obiettivo di distruggere nel giro di 5-7 giorni dieci insediamenti abitati, tra cui il villaggio di Petriščevo, nel Ruzskij rajon. I raggruppamenti furono equipaggiati con tre bottiglie di liquido incendiario, una pistola, rancio per cinque giorni e una bottiglia di vodka. Usciti in missione, i due gruppi, formati da dieci membri ciascuno, finirono sotto il fuoco nemico nei pressi del villaggio di Golovkovo, a dieci chilometri da Petriščevo, subendo pesanti perdite. I superstiti si riunirono sotto il comando di Krajnov.
Il 27 novembre, alle due del mattino, Boris Krajnov, Vasilij Klubkov e Zoja Kosmodem'janskaja riuscirono a raggiungere Petriščevo e a incendiare tre abitazioni in cui si erano installati ufficiali e soldati tedeschi. Di quello che successe in seguito si sa che Krajnov non attese gli altri due nel punto convenuto e riuscì a rientrare; Klubkov fu catturato dai tedeschi e Zoja, rimasta sola, decise di tornare a Petriščevo a continuare l'azione di sabotaggio. Nel frattempo, però, i tedeschi avevano allertato la popolazione locale, sollecitandola a fare la guardia alle case.

## Cattura, torture ed esecuzione
La sera del 28 novembre 1941, venne catturata dai tedeschi, chiamati dal proprietario mentre tentava di incendiare una rimessa. . Durante il successivo interrogatorio Zoja disse di chiamarsi Tanja e non rivelò nulla. Fu allora spogliata, frustata con delle cinture e poi fatta camminare per oltre quattro ore scalza e con indosso solo la biancheria nel gelo della strada. Dopo ulteriori torture, la mattina seguente alle 10:30 Zoja fu condotta, con al collo un cartello che diceva «incendiaria», verso il luogo dove era stato predisposto il patibolo.
Secondo quanto riferisce una testimone, raggiunto il patibolo Zoja avrebbe esortato i cittadini a non restare inermi e a combattere.
(Poco prima dell'impiccagione)
(Rivolgendosi ai nazisti)
(Le sue ultime parole, con la corda al collo)
Dopo l'esecuzione le venne tagliato un seno, il suo corpo fu lasciato appeso in strada per oltre un mese, esposto a ulteriori vessazioni da parte dei tedeschi.